# Julia Wallner

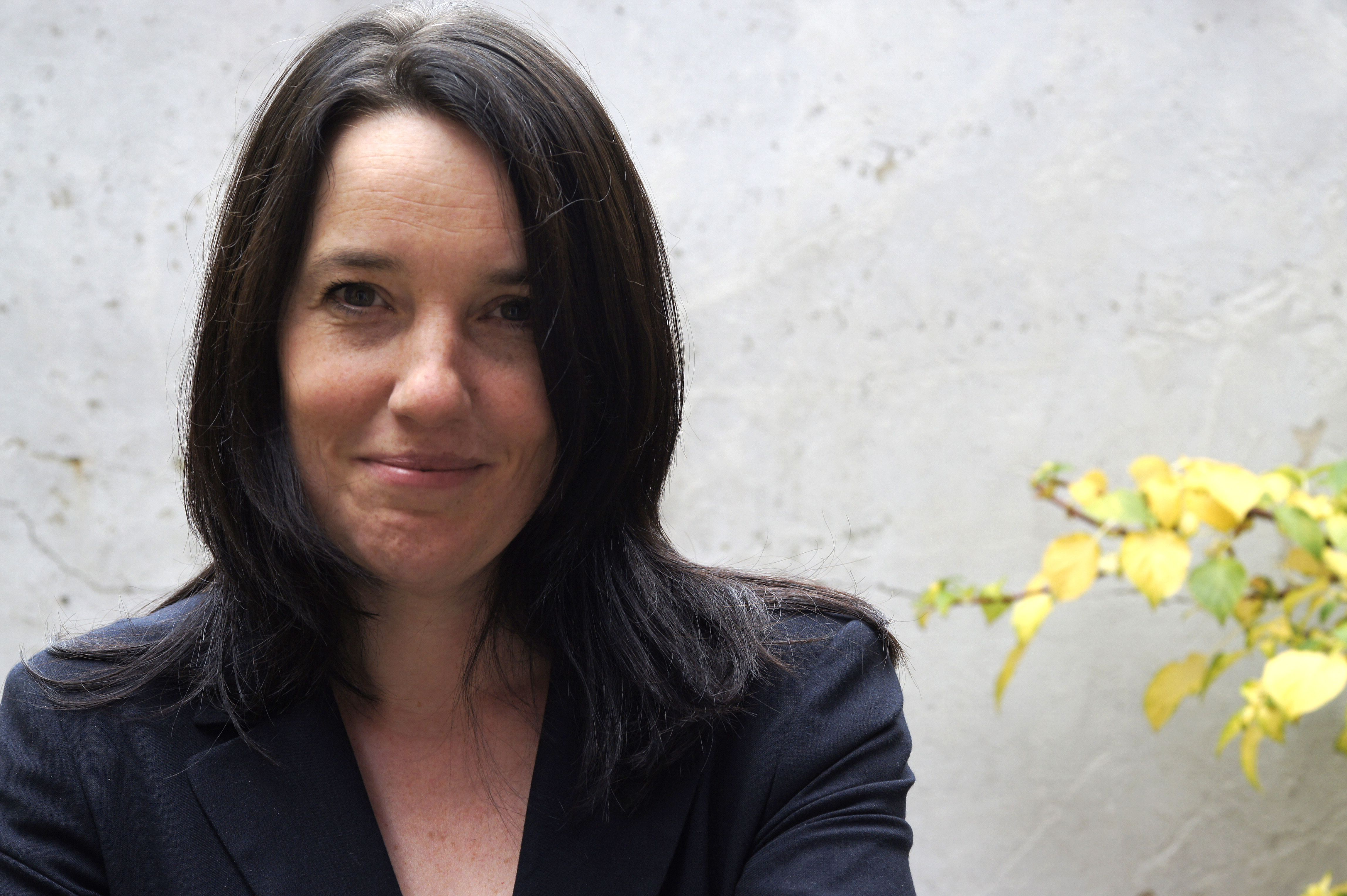
Julia Wallner (2012)

Julia Wallner (* 5. Oktober 1974 in Stuttgart) ist eine deutsche Kunsthistorikerin und Museumsdirektorin. Sie ist seit 15. August 2022 Leiterin des Arp Museums Bahnhof Rolandseck.

## Leben
Julia Wallner studierte Kunstgeschichte, Germanistik und Politik an der Universität Marburg, der Universität Freiburg und der Universität Complutense Madrid. Sie promovierte mit einer Arbeit über die US-amerikanische Künstlerin Jenny Holzer. Ab 2005 war sie im Kunstmuseum Wolfsburg Volontärin und ab 2007 Kuratorin. Im Frühjahr 2013 übernahm sie das Direktorenamt am Georg Kolbe Museum in Berlin. Seit 2016 ist sie stellvertretende Vorsitzende des Landesverbandes der Museen zu Berlin e.V. (LMB), Mitglied der Förderkommission Bildende Kunst des Berliner Senats und Beiratsmitglied des Deutschen Vereins für Kunstwissenschaft. 2020 gab Wallner nach jahrelanger Recherche ihren Nachlassfund für das Georg Kolbe Museum bekannt. Aus Kanada kam ein bisher weitgehend unbekanntes Konvolut in 108 Kisten von tausenden Korrespondenzen (u. a. Else Lasker-Schüler, Max Pechstein), Fotografien, über 100 originale Zeichnungen, dutzende druckgrafische Blätter, diverse Skulpturen von Georg Kolbe und Arbeiten befreundeter Künstler wie Karl Schmidt-Rottluff nach Berlin.

## Ausstellungen
Sie betreute am Kunstmuseum Wolfsburg u. a. die Ausstellungen Ich zweifellos. 1309 Gesichter (2009/2010) und zusammen mit Markus Brüderlin u. a. Alberto Giacometti – Der Ursprung des Raumes, Retrospektive des reifen Werkes (2010).
Im Georg Kolbe Museum waren es unter anderem die Ausstellungen die Retrospektive: Hans Arp. Der Nabel der Avantgarde (2015), Auguste Rodin und Madame Hanako. Der französische Bildhauer und die Emanzipationsgeschichte der japanischen Tänzerin (2016) und Alfred Flechtheim. Kunsthändler der Moderne (2017), Ulla von Brandenburg Blaue und gelbe Schatten (2021), Thomas Schütte (2021)

## Veröffentlichungen
- Alberto Giacometti. Der Ursprung des Raumes. Mit Texten von Markus Brüderlin [u. a.]. Hatje Cantz, Ostfildern 2010, ISBN 978-3-7757-2714-3.
- Swiss Made. Präzision und Wahnsinn. Schweizer Gegenwartskunst der letzten 40 Jahre im Dialog mit den „Gebirgen“ der Schweizer Kunst. Hrsg. Kunstmuseum Wolfsburg. Texte von Markus Brüderlin, Martin Heller, Michael Schindhelm, Julia Wallner, Max Wechsler, Beat Wyss. Hatje Cantz, Ostfildern 2007, ISBN 978-3-7757-1962-9.
- Kunst & Textil. Stoff als Material und Idee in der Moderne von Klimt bis heute. Texte von Hartmut Böhme, Julia Wallner [u. a.]
- SkulpturenStreit – Texte zur Skulptur und Bildhauerei der Moderne. Festschrift für Ursel Berger. Hrsg. Julia Wallner, Marc Wellmann, 2014.
- Vanitas – Ewig ist eh nichts. Texte von Julia Wallner, Nathalie Küchen, Michael Glasmeier, 2014.
- (Hrsg.): Hans Arp – Der Nabel der Avantgarde. Texte von Astrid von Asten, Jan Giebel, Arie Hartog, Maike Steinkamp, Julia Wallner. 2015.
- Brygida Ochaim (Hrsg.), Julia Wallner (Hrsg.): Auguste Rodin und Madame Hanako. Texte von François Blanchetière, Gabriele Brandstetter, Brygida Ochaim u. a. Wienand, Köln 2016, ISBN 978-3-86832-331-3.
- mit Günter Ladwig (Hrsg.): Die erste Generation. Bildhauerinnen der Berliner Moderne. Texte von Anita Beloubek-Hamme [u. a.]. 2018, ISBN 978-3-9819776-0-8.
- Die Bildhauerin Renée Sintenis – Gelebte Freiheit und bildhauerische Moderne. In: Zwischen Freiheit und Moderne – Die Bildhauerin Renée Sintenis. Regensburg 2019, ISBN 978-3-947563-45-6.
- Katja Blomberg, Julia Wallner (Hrsg.): Lynn Chadwick. Biester der Zeit. Katja Strunz, Hans Uhlmann, Lynn Chadwick. Berlin 2019, ISBN 978-3-96098-629-4
- mit Thomas D. Trummer: Thomas Schütte. Ausstellungskatalog Kunsthaus Bregenz, Köln 2019, ISBN 978-3-96098-552-5. Texte von u. a. Dieter Schwarz [u. a.]
- mit Fortini Mavromati: Herman de Vries – how green is the grass? Berlin 2020.
- mit Brygida Ochaim (Hrsg.): Der absolute Tanz. Tänzerinnen der Weimarer Republik. Berlin 2021. Texte u. a. von Gabriele Brandstetter, Yvonne Hardt, Wolfgang Müller, Julia Wallner.
- Marion Beckers, Elisabeth Moortgat (Hrsg.): Louise Stomps. Natur gestalten Skulpturen und Zeichnungen 1928–1988. Berlin 2021, ISBN 978-3-7774-3776-7. Texte u. a. von  Annelie Lütgens, Yvette Deseyve, Christina Thürmer-Rohr, Julia Wallner.
- mit Sylvia Martin (Hrsg.): Künstliche Biotope, Lehmbruck, Kolbe, Mies van der Rohe. Köln 2021, ISBN 978-3-7774-3768-2. Texte u. a. von Söke Dinkla, Julia Wallner.

## Belege
1. ↑  Neue Direktorin für Arp Museum Bahnhof Rolandseck. WDR, abgerufen am 14. April 2022.
2. ↑  Dr. Julia Wallner wird ab dem 15.08.2022 Direktorin des AMBR. Arp Museum Bahnhof Rolandseck vom 15. April 2022, abgerufen am 15. April 2022
3. ↑   Ahrweiler: Arp-Museum stellt neue künstlerische Leitung vor. Zeit online vom 13. April 2022, abgerufen am 15. April 2022
4. ↑  AEX Architecture Exhibitions International, abgerufen am 15. April 2022
5. ↑  Julia Wallner neue Chefin des Berliner Kolbe-Museums. (Memento vom 5. Dezember 2012 im Internet Archive) In: Monopol – Magazin für Kunst und Leben, 22. November 2012, abgerufen am 23. November 2012
6. ↑  Organe – DVfK. Abgerufen am 10. Oktober 2019 (deutsch).
7. ↑  Michael Bienert: Intime Zeugnisse der Vergangenheit. In: Der Tagesspiegel Online. 11. April 2020, ISSN 1865-2263 (tagesspiegel.de [abgerufen am 7. November 2021]).
8. ↑  Süddeutsche Zeitung: Georg Kolbe Museum erhält umfassenden Nachlass des Künstlers. Abgerufen am 7. November 2021.

| Personendaten    | Personendaten                                    |
| ---------------- | ------------------------------------------------ |
| NAME             | Wallner, Julia                                   |
| KURZBESCHREIBUNG | deutsche Kunsthistorikerin und Museumsdirektorin |
| GEBURTSDATUM     | 5. Oktober 1974                                  |
| GEBURTSORT       | Stuttgart                                        |